# Joseph Lec'hvien
Joseph Lec'hvien, né à Ploubazlanec (Goëlo) le 5 mai 1919 et décédé à Saint-Brieuc le 29 juin 2015, est un prêtre séculier et écrivain breton.

## Biographie
Né dans une famille paysanne catholique, il entre à l’école primaire chez les Frères à Tréguier, puis à Lannion à l’Institution Saint-Joseph et poursuit ses études de théologie au Grand Séminaire de Saint-Brieuc.
Directeur de l’école Saint-Pierre (aujourd’hui le collège de Diwan) à Plésidy de 1945 à 1970, il a été très longtemps recteur de Kergrist-Moëlou et de Trémargat. Joseph Lec'hvien, en plus de ses fonctions de recteur de Kergrist-Moëlou, fut aussi un des piliers de l'Union Sportive Kergristoise; et a très souvent rempli les fonctions d'arbitre de champ ou de touche sur le terrain de football de Kermablouz.
Il a travaillé avec plusieurs prêtres, dont l’abbé Pierre Le Gall (br), à la traduction et la publication en breton de la Bible (Ancien Testament) à partir du texte original en hébreu. Il anima aussi avec Pierre Le Gall les éditions An Tour Tan, consacrées surtout à l’édition de textes religieux.
Pilier et parmi les fondateurs de la Commission "Foi & culture bretonne" du Diocèse de Saint-Brieuc et Tréguier en 1995, il a également traduit le catéchisme de l'Église catholique (1992) dans son intégralité, largement participé à l'élaboration du Missel inter-diocésain en langue bretonne, traduit des vies de saints bretons, le Propre du diocèse de St-Brieuc et Tréguier en 2007 notamment.
Il a reçu le Prix Xavier de Langlais en 1988 pour sa traduction de la bible.
En 1996, toujours pour sa traduction de la Bible (Ancien Testament), il est décoré de l'ordre de l'Hermine avec André Lavanant, Pierre Le Treut et Rita Morgan Williams.